# سائل جريبي
السائِل الجُريبي  (بالإنجليزية: Follicular fluid)‏، هوَ السائِل الذي يَملأ التَجويب الجُريبي ويُحيط بالبُويضة. يُفرز السائِل الجُريبي من الخَلايا المُحببة التي تبدأ بالتَكاثر بَعد تَحول الحويصلات الأولية إلى جراب دوجراف (Follicle of De Graaft)، وَقد وُجد أن مجموعة البويضات الناضِجة عند الأُنثى البالغة حوالي 360 بويضة، وقد لوحظ أن بعض حويصلات دوجراف تَنمو وتنضج وَلكنها لا تَنفجر ولا يَخرج منها بويضات، وبالتالي لا يتكون الجِسم الأصفر، وهُنا يَجف السائِل الجُريبي، وَتتحول الحويصلة إلى كتلة ليفية.
السائِل الجُريبي غَني بِـحمض الهيالورونيك، الذي تَم استخدامه مُؤخراً في الحَقن المِجهري المُعدل ضِمن عملية تُعرف بالحَقن المَجهري الفسيولوجي (PICSI).

## المَراجع
1. ↑  نموذج تأسيسي في التشريح، QID:Q1406710
2. ↑  نموذج تأسيسي في التشريح، QID:Q1406710
3. ↑  المعجم الطبي، الإصدارالثاني، ترجمة Follicular fluid
4. ↑  موقع تشريح جسم الإنسان/المبيض Ovary. نسخة محفوظة 07 2يناير7 على موقع واي باك مشين.

## روابط خارِجية
- مادة علم الأنسجة في جامعة إلينوي في إربانا-شامبين 1083
- Follicular+fluid في المكتبة الوطنية الأمريكية للطب نظام فهرسة المواضيع الطبية (MeSH).